# Усть-Кокса
Усть-Ко́кса (алт. Кӧк-Суу Оозы) — село в Республике Алтай России, административный центр Усть-Коксинского муниципального района и Усть-Коксинского сельского поселения.

## Этимология
Алтайское название Кӧк-Суу Оозы — «устье реки Кӧк-Суу», где кӧк суу — «синяя (голубая) река».

## История
Алтайские кочевники приняли российское подданство в 1756 году, избегая преследований со стороны китайцев и джунгаров. Они осели в урочищах по рекам Аную, Чарышу, Песчаной, берегам Маймы, Катуни и другим.
Русское поселение возникло в 1828 году.
«Устав об управлении инородцев» на основании решения ясачной комиссии Кабинета в 1824 году разрешал иметь собственное самоуправление с образованием Уймонской инородной управы, располагавшейся в селе Верх-Уймонское (в ней жили 65 душ оседлых алтайцев). К этой управе причислялись и жители деревень Усть-Кокса (выходцы из Кузнецкого уезда) и Катанда.
Геолог Григорий Гельмерсен, путешествовавший по Горному Алтаю в 1834 году, пишет в заметках: «Выше устья реки Коксы располагалось селение, основанное обрусевшими инородцами Кузнецкого округа. Здесь было полтора десятка дворов, на правом берегу Коксы ― множество землянок. Это деревенька Усть-Кокса. Жители её… утверждают, что живут здесь не менее пятидесяти лет». Опираясь на это замечание, можно предположить, что первые постоянные жители на этом месте появились в 1784 году, а возможно, и ранее"..
Упоминание о селе Усть-Кокса встречается в исследовательской работе Г. П. Самаева в работе «Горный Алтай в XVII — середине XIX в.: проблемы политической истории и присоединения к России». Ссылаясь на архивные документы за 1758 год, он упоминает о зайсане, кочевавшем по Уймонской долине. «Южнее Канского оттока был расположен отток, управляемый Намжилом Тысовым, кочевья которого находились в Оймонской (в русской транскрипции — Уймонской) долине. (…) В ведении зайсана Намжила находилось 120 кибиток».
В. В. Сапожников в книге «Катунь и её истоки. (Путешествия 1897—1898 годов)», пишет о маршруте от Томска до Катанды, дает детальную характеристику Уймонскому тракту и долине Кок-су, упоминая, что Верхний Уймон и деревня под названием Кокса «выделили из себя ряд заимок, превратившихся, в свою очередь, в деревни. …Население этих селений занимается земледелием и скотоводством, к чему много удобств представляет долина Катуни».
В «Памятной книжке Томской губернии на 1904 г.» в Уймонской инородной волости значится деревня Усть-Кокса, в которой располагалось волостное правление, вели торговлю две лавки.
По переписи 1926 года («Список населенных мест 1928 года»), село входило в состав Ойротской области, Уймонского окружного центра. Дата основания села —1807, в селе была школа, сельсовет, лечебный пункт, агитационный пункт. Число хозяйств — 87, число жителей — 364 человека, преобладающая национальность — русские.

## География
Находится в 324 км от Горно-Алтайска по кратчайшей дороге или в 398 км по дороге через Семинский перевал. Село стоит на слиянии рек Кокса и Катунь.

## Климат
Климат в Усть-Коксе континентальный, с морозной сухой зимой и прохладным летом.
| Показатель                   | Янв.  | Фев.  | Март | Апр. | Май  | Июнь | Июль | Авг. | Сен. | Окт. | Нояб. | Дек.  | Год |
| ---------------------------- | ----- | ----- | ---- | ---- | ---- | ---- | ---- | ---- | ---- | ---- | ----- | ----- | --- |
| Средняя температура, °C      | −19,7 | −16,1 | −7,1 | 3,4  | 10,1 | 14,6 | 16,5 | 14,4 | 8,7  | 1,3  | −9,2  | −16,8 | 0,0 |
| Норма осадков, мм            | 13    | 10    | 10   | 29   | 61   | 72   | 79   | 71   | 51   | 33   | 25    | 18    | 472 |
| Источник: ФГБУ "ВНИИГМИ-МЦД" |       |       |      |      |      |      |      |      |      |      |       |       |     |

## Население
| 1939  | 1959  | 1970  | 1979  | 1989  | 2002  |
| ----- | ----- | ----- | ----- | ----- | ----- |
| 1642  | ↗1995 | ↗2286 | ↗2913 | ↗3526 | ↗3986 |
| 2010  | 2011  | 2012  | 2013  | 2014  | 2015  |
| ↗4373 | ↗4382 | ↘4362 | ↘4357 | ↘4325 | ↗4361 |
| 2016  |       |       |       |       |       |
| ↗4437 |       |       |       |       |       |

- В селе до войны жил и работал Герой Советского Союза Василий Иванович Харитошкин.
- В селе родился Герой Советского Союза Тимофей Иванович Паршуткин.

## Инфраструктура

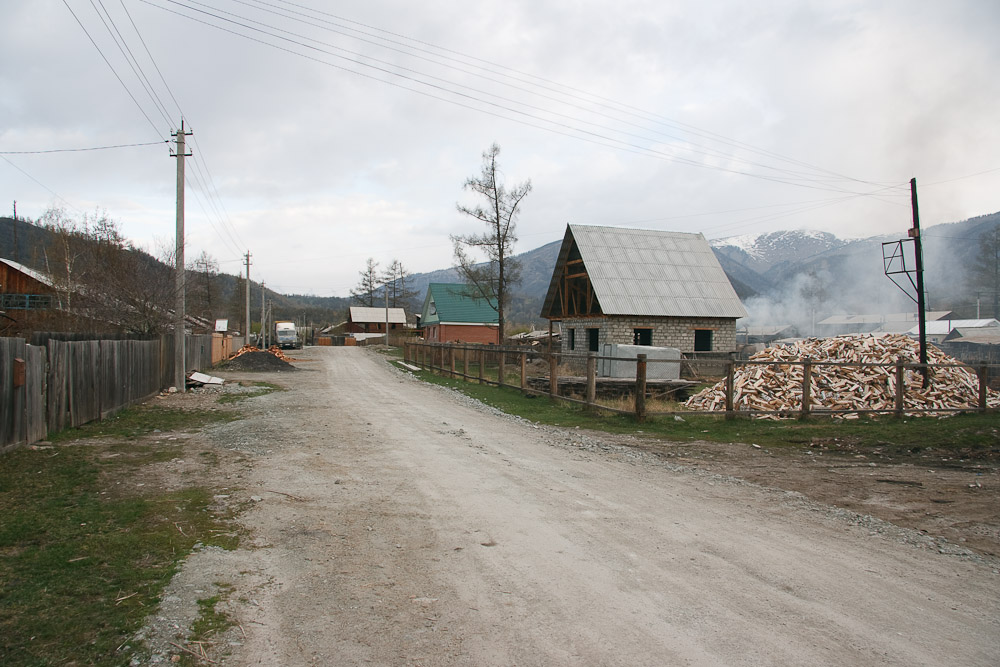
Утро в Усть-Коксе

Село располагает большим количеством различных организаций, работают СПК «Абайский», КФК, индивидуальные предприниматели, общества с ограниченной ответственностью, научно-производственные, коммунальные и иные предприятия, разветвлённая торговая сеть. В селе есть Усть-Коксинский МКЦ соц. обслуживания семьи и детей, МБУ Редакция газеты «Уймонские вести», МБУ «ЦППС» МО «Усть-Коксинский район», АНО «Алтае-Саянское горное партнерство». Культура и образование представлены 5-ю детскими садами, средней и начальной школами, МОУ ДОД «ДЮСШ», Усть-Коксинской детской школой искусств, Межпоселенческой Централизованной библиотечной системой, здравоохранение «Усть-Коксинской районной больницей», другими социальными и культурными учреждениями.
Приехать сюда можно по единственной автодороге через Усть-Кан. Ходит автобус Барнаул - Горно-Алтайск - Усть-Кокса - Мульта, а также маршрутки и такси из Горно-Алтайска. Самолеты малой авиации выполняют рейсы из аэропорта Горно-Алтайска. Район приграничный, путешественники  должны иметь паспорта, а иностранные граждане, кроме того, заказывать пропуск заблаговременно по интернету.

## Радио
- 1,440 AM Радио России / ГТРК Горный Алтай (Молчит);
- 104,4 МГц Радио Беловодье;
- 104,8 МГЦ Радио России / ГТРК Горный Алтай;

## Достопримечательности
- Из объектов социальной инфраструктуры выделяется народная библиотека имени Е. И. Рерих (Солнечная ул., 35), образованная в 1997 году.
- В Усть-Коксе расположена центральная усадьба государственного природного биосферного заповедника «Катунский».
- В селе действует церковь Покрова Пресвятой Богородицы (улица Ключевая, дом 9)[26].